# سیستم کاور
سیستم کاور (به انگلیسی: Cover system) (سیستم پناه‌گیری، سیستم سنگرگیری، سیستم پوشش) یک قابلیت گیم‌پلی در بازی‌های ویدیویی است که معمولاً در یک دنیای سه بعدی به یک شخصیت قابل بازی اجازه می‌دهد تا از خطرات پنهان شود. این روش یک اقتباس دیجیتالی از تاکتیک نظامی واقعی برای پوشش گرفتن در پشت موانع است به منظور جلوگیری از حملات دشمن مانند شلیک گلوله یا انفجار.